# Saudi-Arabien und die Terroranschläge am 11. September 2001

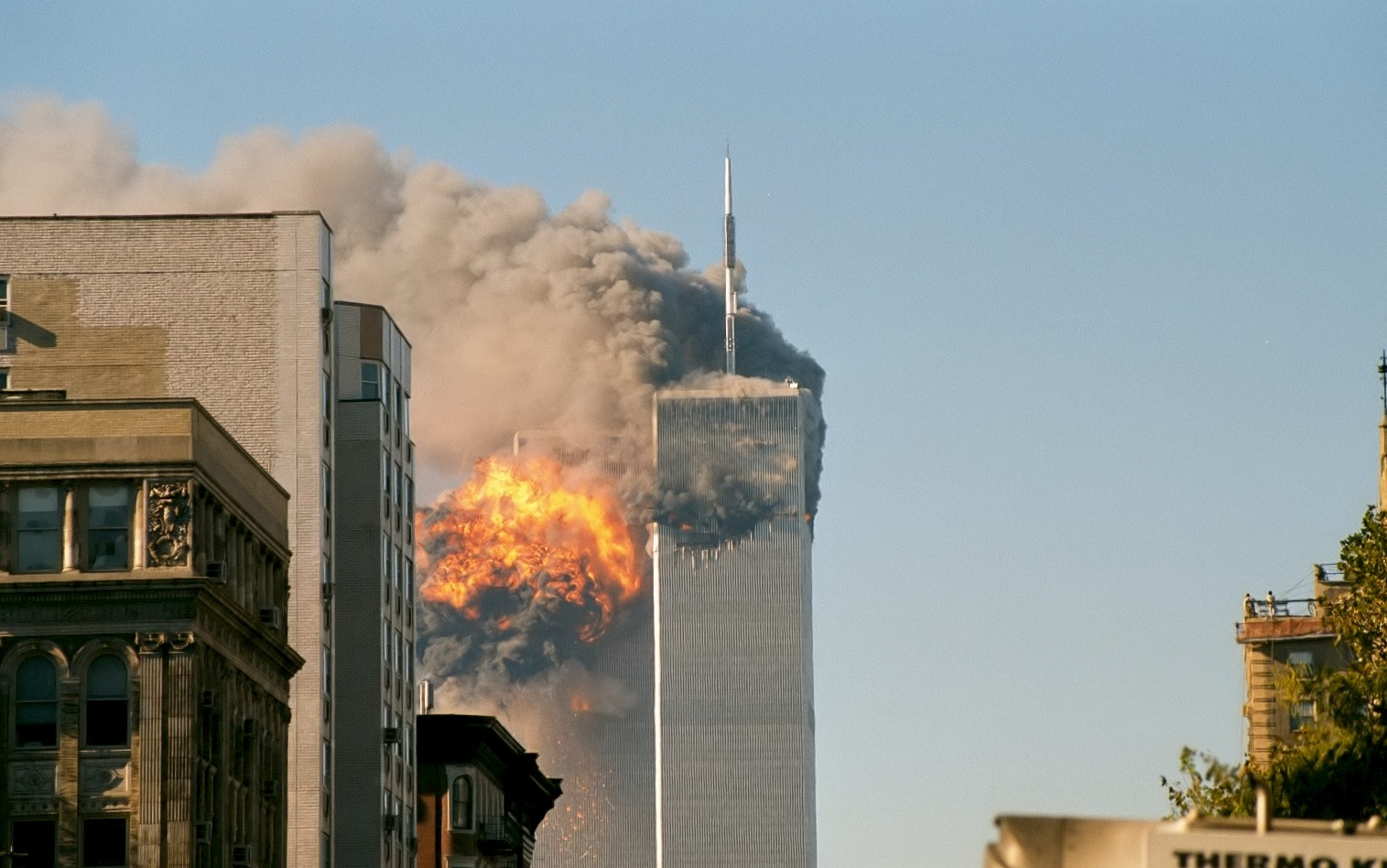
Einschlag von United-Airlines-Flug 175 in den Südturm des World Trade Center am 11. September 2001

Die Rolle von Saudi-Arabien bei den Terroranschlägen vom 11. September 2001 wird seit dem Ereignis kontrovers diskutiert. Hinweise und veröffentlichte Dokumente deuten auf vielfältige Kontakte zwischen den Attentätern und Personen mit Verbindungen zu saudischen Regierungsstellen hin. Saudi-Arabien hat jegliche Beteiligung an den Anschlägen bestritten und dem offiziellen Bericht der 9/11-Kommission zufolge gibt es keine Belege für eine direkte Unterstützung oder Finanzierung der Attentäter durch die saudische Regierung. Dennoch gelten Saudi-arabische Staatsbürger als Hauptfinanziers des Terrornetzwerks al-Qaida und 15 der 19 Flugzeugentführer stammten aus Saudi-Arabien. In den zwei Jahrzehnten nach den Anschlägen tauchten zahlreiche Hinweise und Indizien auf – von persönlichen Verbindungen der Attentäter zu saudischen Staatsbürgern über dubiose Geldflüsse bis zu auffälligen Börsengeschäften vor dem 11. September. Diese führten zu umfassenden offiziellen Untersuchungen und Klagen von Hinterbliebenen gegen Saudi-Arabien. Die Verabschiedung des Justice Against Sponsors of Terrorism Act des Kongress der Vereinigten Staaten machte 2016 den Weg für eine Zivilklage gegen Saudi-Arabien frei. Das Gerichtsverfahren der Opferfamilien gegen Saudi-Arabien ist unterdessen weiterhin anhängig (Stand 2025) und endgültige juristische Klärung der Frage, ob und inwieweit saudische Stellen haftbar sind, steht noch aus. Kritiker und Vertreter der Opferfamilien bemängeln wiederholt, dass die saudischen Verstrickungen aus politischen Gründen unzureichend aufgearbeitet wurden und wichtigen Hinweisen nicht ausreichend nachgegangen wurde.

## Hinweise

### Herkunft der Täter
Bei den Anschlägen vom 11. September 2001 wurden vier entführte Verkehrsflugzeuge eingesetzt, um Ziele in New York und Washington, D.C. zu attackieren. Die 19 islamistischen Selbstmordattentäter gehörten dem Terrornetzwerk al-Qaida an und stammten aus vier Ländern: 15 von ihnen waren saudische Staatsbürger. Hinzu kamen zwei aus den Vereinigten Arabischen Emiraten sowie je einer aus Ägypten und dem Libanon. Diese auffällige Konzentration saudischer Herkunft – ebenso wie die saudische Staatsangehörigkeit von al-Qaida-Anführer Osama bin Laden – lenkte frühzeitig den Verdacht auf mögliche Verbindungen nach Saudi-Arabien. Die saudischen Attentäter entstammten zumeist konservativ-islamisch geprägten Regionen Saudi-Arabiens und waren z. T. in radikalen religiösen Kreisen sozialisiert worden. Saudi-Arabien, ein enger Verbündeter der USA, geriet dadurch politisch unter Druck, sich von den Tätern und al-Qaida zu distanzieren. Offizielle Vertreter Saudi-Arabiens betonten wiederholt, man habe weder von den Anschlagsplänen gewusst noch diese unterstützt, und wiesen eine Mitverantwortung entschieden zurück.

### Verbindungen des saudischen Königshauses und des saudischen Geheimdienstes zu den Attentätern

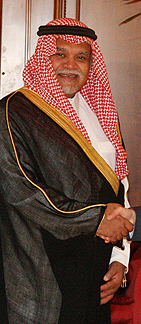
Prinz Bandar bin Sultan

Nach den Anschlägen kamen Verdachtsmomente über Kontakte zwischen den 9/11-Tätern und saudischen Regierungsangehörigen ans Licht. Eine Vielzahl dieser Hinweise konzentriert sich auf zwei saudische Staatsbürger in den USA: Omar al-Bayoumi und Fahad al-Thumairy. Al-Thumairy war diplomatischer Mitarbeiter im saudi-arabischen Generalkonsulat in Los Angeles (zugleich Imam der King-Fahd-Moschee von Los Angeles), und al-Bayoumi galt als gut vernetztes saudisches Gemeindemitglied in Kalifornien. Beide trafen Anfang 2000 in Kalifornien auf die ersten zwei eintreffenden Flugzeugentführer, Nawaf al-Hazmi und Chalid al-Mihdhar, halfen ihnen bei der Wohnungssuche in San Diego und unterstützten sie logistisch. Al-Bayoumi bezahlte etwa die ersten zwei Monatsmieten für die beiden und half bei Bankkonten – wurde jedoch am selben Tag in bar zurückgezahlt. Spätere FBI-Ermittlungen ergaben, dass al-Bayoumi in regem Kontakt mit saudischen Regierungsstellen stand: In seiner Wohnung wurden die Telefonnummern von Angestellten der saudischen Botschaft gefunden, die im Büro für islamische Angelegenheiten tätig waren. Telefonaufzeichnungen zeigen zudem Dutzende Anrufe al-Bayoumis mit dem saudischen Konsulat in Los Angeles, der Botschaft in Washington, D.C. und der saudischen Kulturmission während der Zeit, als er die Attentäter betreute. Al-Thumairy wiederum wurde verdächtigt, Hazmi und Mihdhar im Hintergrund zu betreuen; laut FBI-Unterlagen soll ein ranghoher saudischer Botschaftsmitarbeiter in Washington (Deckname „MAJ“) die beiden mit dem Auftrag ausgestattet haben, die 9/11-Täter zu unterstützen.
Vieles deutet darauf hin, dass al-Bayoumi als saudischer Agent operierte. Erst 20 Jahre nach den Anschlägen – durch Freigabe zuvor geheimer FBI-Dokumente – bestätigte die US-Bundespolizei intern, dass al-Bayoumi für den saudischen Geheimdienst (General Intelligence Presidency, GIP) tätig war. Von 1998 bis 2001 erhielt er als „Kontaktperson“ der saudischen Nachrichtendienste ein monatliches Gehalt, das über eine saudische Regierungsstelle bzw. eine Tarnfirma und die Botschaft in Washington (unter Botschafter Prinz Bandar bin Sultan Al Saud) ausbezahlt wurde. Al-Bayoumi lieferte dem saudischen Botschafter Berichte über saudische „Personen von Interesse“ in Los Angeles und San Diego, die dann an den Geheimdienst in Riad weitergeleitet wurden. FBI-Erkenntnisse deuten ferner darauf hin, dass al-Bayoumi sich kurz vor dem ersten Treffen mit Hazmi und Mihdhar mit einem saudischen Konsulatsmitarbeiter traf und unmittelbar nach dem Treffen zusammen mit Thumairy in der Moschee gesehen wurde. In den Monaten danach telefonierte al-Bayoumi regelmäßig mit Thumairy – u. a. genau in jener Zeit, als er den beiden zukünftigen Attentätern in San Diego beim Einzug half – und stand auch mit Anwar al-Awlaki in Kontakt, einem jemenitisch-amerikanischen Imam in San Diego, der später selbst als al-Qaida-Terrorist bekannt wurde.
Verbindungen in die saudische Führungsebene ergaben sich vor allem durch den langjährigen saudischen Botschafter in den USA, Prinz Bandar bin Sultan, und dessen Ehefrau Prinzessin Haifa. Das US-Kongressdokument „File 17“ (veröffentlicht 2016) listet über drei Dutzend Namen auf – darunter Bandar, Haifa, Thumairy, Bayoumi und Osama Bassnan – und stellt vielfältige personelle Verknüpfungen zwischen Saudi-Arabien und den 9/11-Attentätern fest. Bandar selbst geriet in den Fokus, als bekannt wurde, dass mindestens 15.000 US-Dollar direkt von seinem persönlichen Bankkonto in Washington an die Familie eines Saudis in Kalifornien flossen. Bei diesem Saudi handelte es sich um Omar al-Bayoumi – der vom FBI verdächtigte „Kontaktmann“ der Entführer – oder um sein Umfeld. Die Botschaftergattin Haifa stand unterdessen im Verdacht, indirekt die Unterkunft der Attentäter finanziert zu haben. Zwischen 1999 und 2002 überwies Prinzessin Haifa rund 74.000 US-Dollar in Form von monatlichen Schecks an die in Kalifornien lebende Gattin von Osama Bassnan, einem Bekannten al-Bayoumis. Bassnan und al-Bayoumi wohnten in San Diego in derselben Straße und waren befreundet; Bassnan hatte 1998 einen Hilfsantrag an das Botschafterpaar gestellt, da seine Frau (Majeda Dweikat) angeblich eine teure Schilddrüsen-Operation benötigte. Haifa bewilligte daraufhin zunächst eine Einmalzahlung von 15.000 US-Dollar und wenig später eine dauerhafte Monatshilfe von 2.000 US-Dollar an Bassnans Familie. Ein erheblicher Teil dieser Schecks wurde von Bassnan an Dritte weitergereicht – unter anderem an Manal Bajadr, die Ehefrau von Omar al-Bayoumi. Darüber hinaus zahlte al-Bayoumi selbst Hazmi und Mihdhar zeitweise den Lebensunterhalt, was durch Bargeld-Zahlungen „ausgeglichen“ worden sein soll.
Sowohl Prinzessin Haifa als auch Prinz Bandar bestritten, jemals bewusst Geld an Terroristen geleitet zu haben. Ein Sprecher der Botschaft betonte, Haifas Zahlungen seien rein humanitär motiviert gewesen und „die Behauptung, die Prinzessin habe den Terrorismus unterstützt, ist schlichtweg falsch und unverantwortlich.“ Auch eine spätere Überprüfung durch das 9/11-Kommission fand „keine Belege“, dass Haifas Gelder direkt oder indirekt in die Anschlagspläne flossen. Ungeachtet dessen sehen Beobachter in den Transaktionen des Botschafterpaares und der Nähe Bandars zu al-Bayoumi (der als Informant an Bandar berichtete) ein Indiz dafür, dass zumindest Teile der saudischen Elite Verbindungen zu den Attentätern hatten. So fand sich im Telefonverzeichnis des im März 2002 verhafteten al-Qaida-Mitglieds Abu Zubaydah die geheime Telefonnummer einer Firma in Colorado, die den Landsitz von Prinz Bandar verwaltete, sowie die Nummer eines von Bandars Mitarbeitern (eines Bodyguards in der Botschaft). Diese Funde wurden als möglicher indirekter „Draht“ zwischen al-Qaida und dem saudischen Königshaus gewertet, was von diesem jedoch abgestritten wurde.
Zehn Tage vor den Anschlägen trat Turki ibn Faisal überraschend als Chef des saudischen Geheimdienstes GIP zurück, ein Amt, das er seit 1979 ausgeübt hatte. Der Rücktritt von Prinz Turki kam unerwartet, da seine Amtszeit erst im Mai 2001 um weitere vier Jahre verlängert worden war. Die New York Times berichtet später: „Der Zeitpunkt von Turkis Entlassung – der 31. August – und seine Verbindungen zu den Taliban werfen die Frage auf: Wusste das saudische Regime, dass Bin Laden einen Anschlag auf die USA plante?“ 2005 wurde Prinz Turki der Nachfolger von Bandar bin Sultan als saudischer Botschafter in Washington.

### Finanzielle Verbindungen und Insidertrading
Finanzströme spielten bei der Analyse möglicher saudischer Verwicklungen eine zentrale Rolle. Al-Qaida finanzierte sich vor 2001 zu einem großen Teil aus Spenden privater Geldgeber im Nahen Osten, insbesondere aus Saudi-Arabien. Die 9/11-Kommission stellte fest, dass wohlhabende saudische Einzelpersonen sowie islamische Wohltätigkeitsorganisationen über Jahre ein „äußerst fruchtbarer Boden für die Geldbeschaffung“ von al-Qaida waren. Häufig erfolgte die Finanzierung indirekt: Spenden an formell wohltätige Stiftungen mit Saudi-staatlicher Beteiligung wurden teils in Kanäle umgeleitet, die schließlich al-Qaida zugutekamen. Gleichzeitig kursierten Namen mutmaßlicher saudischer Finanzpaten von al-Qaida: in der sogenannten Golden Chain finden sich etwa die Namen von vermögenden Personen – zumeist aus Saudi-Arabien oder anderen Golfstaaten – die Bin Laden finanziell unterstützt haben sollen. Unter ihnen werden Mitglieder der weitverzweigten Bin-Laden-Familie und saudi-arabische Geschäftsleute vermutet. Der als Terrorist verurteilte Zacarias Moussaoui sagte unter Eid aus, dass Mitglieder der königlichen Familie, darunter Bandar bin Sultan, an al-Qaida gespendet und zur Finanzierung der Anschläge vom 11. September beigetragen hätten. Offizielle Stellen Saudi-Arabiens beteuerten hingegen, sie hätten nach 1993 alle bekannten Spendenflüsse an al-Qaida unterbunden und insbesondere nach 9/11 zahlreiche Hilfsorganisationen reformiert oder geschlossen, um Terrorfinanzierung zu unterbinden.
Im Zusammenhang mit den Anschlägen gerieten auch ungewöhnliche Finanztransaktionen an den Börsen ins Blickfeld. In den Tagen unmittelbar vor dem 11. September 2001 verzeichneten die US-Finanzmärkte verdächtig hohe Handelsvolumina bei bestimmten Aktiengeschäften, die im Nachhinein große Profite erzielten. So wurden am 6. und 7. September auf der Chicagoer Börse insgesamt 4744 Put-Optionen auf United-Airlines-Aktien gekauft – eine massive Steigerung gegenüber dem üblichen Aufkommen. Put-Optionen sind Wetten auf fallende Kurse; tatsächlich stürzte die Aktie nach den Anschlägen ab, wodurch diese unbekannten Käufer enorme Gewinne einstrichen. Ähnlich auffällig war der Optionshandel mit Aktien der American Airlines am 10. September (4516 Put-Optionen), sowie mit Aktien zweier großer WTC-Büromieter, Morgan Stanley und Merrill Lynch, die kurz vor 9/11 ungewöhnlich hohe Verkaufsoptionen-Volumina verbuchten (Anstiege um bis zu 2000 % gegenüber normal). Diese börsenstatistischen Anomalien ergaben nur im Lichte der kommenden Anschläge einen Sinn und nährten den Verdacht, Insider mit Vorwissen könnten versucht haben, aus der bevorstehenden Katastrophe Kapital zu schlagen. Schätzungen zufolge summierten sich die potenziellen Gewinne aus den mutmaßlichen Insidergeschäften auf über 16 Millionen US-Dollar. Auffällig war auch, dass mindestens ein großer Investor seine gewonnenen Optionsrechte im Wert von 2,5 Millionen Dollar nach dem 11. September nicht einlöste – was Beobachter dahingehend interpretierten, dass derjenige die Rückverfolgung fürchtete.
Die US-Börsenaufsicht SEC begann unmittelbar nach den Anschlägen zu ermitteln, hielt ihre Ergebnisse jedoch geheim. Obwohl der damalige SEC-Chef Harvey Pitt dem US-Kongress versprochen hatte, man werde die verantwortlichen Käufer „finden, wo immer sie sind“, wurden offiziell bis heute keine Täter ermittelt. US-Regierungsvertreter und die 9/11-Kommission erklärten später, eine gründliche Untersuchung habe keine Hinweise auf echten Insiderhandel ergeben – die verdächtigen Börsenwetten ließen sich angeblich auf zufällige Umstände ohne Bezug zu den Terroristen zurückführen. Dennoch bleibt die sogenannte „Börsen-Spur“ ein oft zitiertes Rätsel in der 9/11-Aufarbeitung und trägt zum Misstrauen bei, wichtige Puzzleteile könnten übersehen oder vertuscht worden sein.

### Rolle der Bin-Laden-Familie

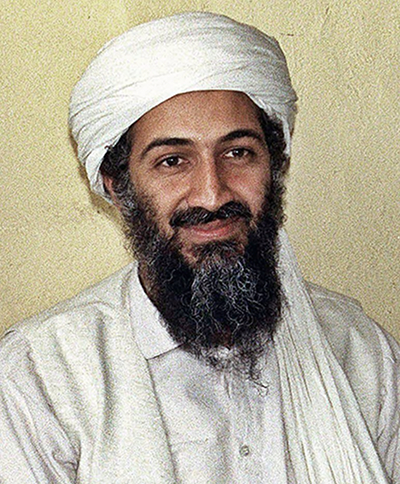
Osama bin Laden (ca. 1997)

Die Familie bin Laden – eine der reichsten Unternehmerfamilien Saudi-Arabiens – spielte in der öffentlichen Debatte nach 9/11 eine besondere Rolle. Osama bin Laden entstammt dieser weit verzweigten Familie, die ein internationales Bauimperium (die Saudi Binladin Group) kontrolliert und traditionell enge Beziehungen zur saudischen Herrscherfamilie unterhält. Bereits 1994 hatte Saudi-Arabien Osamas Staatsbürgerschaft entzogen und die Familie sich offiziell von ihm distanziert. Trotzdem löste die Behandlung der in den USA lebenden Bin-Laden-Verwandten nach den Anschlägen Kritik aus. Unmittelbar nach 9/11 erhielt die saudische Botschaft die Genehmigung, Dutzende saudische Staatsbürger – darunter rund zwei Dutzend Mitglieder der Bin-Laden-Familie – außer Landes zu bringen. Zwischen dem 14. und 24. September 2001 fanden insgesamt neun Charterflüge innerhalb der USA und in Richtung Saudi-Arabien statt, die circa 160 Saudis evakuierten. Ein Flug am 20. September sammelte quer durchs Land 26 Personen ein, davon 22 enge Verwandte Osama bin Ladens. Diese Sonderbehandlung während des damals geltenden generellen Flugverbots rief Spekulationen hervor, die US-Regierung könnte die Saudis bevorzugt behandelt haben. Filme wie Fahrenheit 9/11 (2004) und Bücher wie House of Bush, House of Saud warfen FBI und Bush-Regierung vor, saudische Interessen über die Aufklärung gestellt zu haben.
Die 9/11-Kommission untersuchte diese Vorwürfe detailliert und kam zu dem Schluss, dass bei den Ausreisen kein Fehlverhalten der Behörden vorlag. Laut Abschlussbericht starteten keine saudischen Flüge, bevor der allgemeine Flugstopp am 13. September aufgehoben wurden, und die Genehmigungen wurden bürokratisch (durch den Anti-Terror-Beauftragten Richard Clarke) erteilt, nicht durch politische Intervention von oben. Das FBI verhörte die meisten saudischen Passagiere vor deren Abflug gründlich – allein 22 der 26 Bin-Laden-Verwandten auf dem Flug vom 20. September wurden befragt, wobei „viele detaillierte Fragen gestellt“ wurden. Die Ermittler fanden keine Anhaltspunkte, dass sich unter den ausgeflogenen Saudis Personen mit Vorauswissen oder Tatbeteiligung befanden. Im Gegenteil merkte die Kommission an, dass die Bündelung der saudischen Zeugen auf wenigen Flügen den FBI-Befragungen sogar zuträglich gewesen sei – hätte man sie einzeln auf regulären Routen ausreisen lassen, wären viele gar nicht interviewt worden. Kritiker blieben jedoch skeptisch: Sie monieren, dass unklar sei, wie intensiv die Befragungen wirklich waren und ob sämtliche relevanten Personen erfasst wurden. Noch während des Flugverbots am 13. September wurden drei Saudis ausgeflogen, was die US-Regierung anfangs abstritt, doch die Fluggesellschaft räumte dies im Juni 2004 ein.
Zudem nährte die Tatsache, dass die wohlhabende Bin-Laden-Dynastie in den USA über gute geschäftliche Verbindungen verfügte (unter anderem Investments bei US-Firmen), Verschwörungstheorien über vermeintliche Absprachen hinter den Kulissen. So traf Osama bin Ladens Bruder Shafiq bin Laden sich am Morgen des 11. September bei einem Investorentreffen der Carlyle Group mit George H. W. Bush, dem Vater von Präsident George W. Bush. Belege für eine Mitwisserschaft oder Unterstützung der Anschläge durch Osamas Familienangehörige wurden jedoch nicht erbracht. Die Rolle der Bin-Laden-Familie beschränkt sich demnach auf den politischen und öffentlichen Eindruck, dass prominente Saudis nach 9/11 bevorzugt behandelt wurden – was in den USA als Affront empfunden wurde, da die Mehrheit der Attentäter aus Saudi-Arabien kam.

### Weitere Hinweise
Über die genannten Aspekte hinaus sind im Laufe der Zeit weitere Indizien publik geworden, die die Frage nach saudischen Verbindungen zu 9/11 aufwerfen. So deckte eine investigative Recherche in Florida auf, dass in Sarasota eine wohlhabende saudische Familie mit Verbindungen zum Königshaus noch bis August 2001 – also unmittelbar vor den Anschlägen – gelebt hatte und dann überstürzt das Land verließ. Die Familie um Abdul Aziz und Anoud al-Hijji ließ ihr Haus, Autos und Habseligkeiten (einschließlich Familienjuwelen) praktisch zurück und kehrte nach Saudi-Arabien zurück. Spätere FBI-Untersuchungen (die erst Jahre später bekannt wurden) ergaben, dass mehrfach 9/11-Attentäter das abgeschirmte Wohngebiet der Familie besucht hatten, während diese dort lebte. Insbesondere sollen die in Venice (Florida) trainierenden Hijacker Mohamed Atta, Marwan al-Shehhi und Ziad Jarrah in der Gated Community „Prestancia“ in Sarasota bei der al-Hijji-Residenz ein- und ausgegangen sein. Das FBI verband die fluchtartig verschwundene Familie auch mit einem weiteren bizarren Fund: Im Oktober 2001 wurde unweit ein Tunesier festgenommen, der islamistisches Propagandamaterial, einen Flughafenplan und ein Testament in einen Müllcontainer warf – dieser Mann konnte der verschwundenen Familie zugeordnet werden. Kurioserweise fanden all diese Erkenntnisse keinen Eingang in den Abschlussbericht der 9/11-Kommission. Erst durch Anfragen von Journalisten und den Druck des ehemaligen Senators Bob Graham wurden die Sarasota-Informationen Jahre später freigegeben. Das FBI betonte allerdings, man habe in Sarasota keine relevanten Verbindungen zu den Anschlägen feststellen können – was wiederum von Kritikern bezweifelt wird, die von einer Vertuschung sprechen.
Ein weiteres Indiz in der Diskussion ist eine mutmaßliche „Generalprobe“ zwei Jahre vor 9/11: Im November 1999 sorgten zwei saudische Staatsbürger – die Studenten Ahmed al-Qudhaeein und Hamad al-Shalawi – auf einem American-Airlines-Inlandsflug für einen Zwischenfall, indem sie mehrmals versuchten, in das Cockpit zu gelangen. Ihr auffälliges Verhalten führte zu einer außerplanmäßigen Landung in Ohio und einer Befragung durch das FBI. Die beiden wurden mangels konkreter Beweise wieder freigelassen. Im Zuge einer 2017 von Hinterbliebenen angestrengten Klage gegen Saudi-Arabien kam jedoch heraus, dass diese Männer laut FBI-Unterlagen Verbindungen zu al-Qaida hatten und vom saudischen Staatsapparat unterstützt wurden. Finanziert durch die saudische Botschaft in Washington seien Qudhaeein und Shalawi 1999 gezielt in die USA geschickt worden, um die Sicherheit in zivilen Flugzeugen auszukundschaften – so der Vorwurf in der Klageschrift unter Berufung auf FBI-Ermittlungen. Beide hätten in Afghanistan zur gleichen Zeit wie spätere 9/11-Täter an Waffen und Sprengstoff trainiert und „für die saudi-arabische Regierung gearbeitet“, einer sogar im Ministerium für Islamische Angelegenheiten.
Schließlich sorgten in den Jahren 2020–2022 mehrere neue Enthüllungen aus FBI-Akten für Aufmerksamkeit. Durch einen Versehen wurde 2020 der Name des ominösen saudischen Drahtziehers „MAJ“ bekannt: Es handelt sich um Mussaed Ahmed al-Jarrah, einen Diplomaten im Rang eines Botschaftssekretärs, der 1999–2000 an der saudischen Botschaft in Washington tätig war. Al-Jarrah unterstand Botschafter Prinz Bandar und koordinierte die islamischen Angelegenheiten, inklusive der Entsendung und Betreuung saudischer Religionsbeauftragter in den USA. Laut FBI vermuten die Ermittler, dass Jarrah derjenige war, der Thumairy und al-Bayoumi in Los Angeles instruierte, sich um Hazmi und Mihdhar zu kümmern. Diese Verbindung – ein möglicher Befehlskanal von der Botschaft an die Helfer der Attentäter – war in den öffentlichen Berichten lange geschwärzt gewesen und erhärtete den Verdacht, dass zumindest Personen aus mittleren Ebenen der saudischen Bürokratie in die 9/11-Vorbereitungen involviert gewesen waren.

## Untersuchungen und Klagen gegen Saudi-Arabien

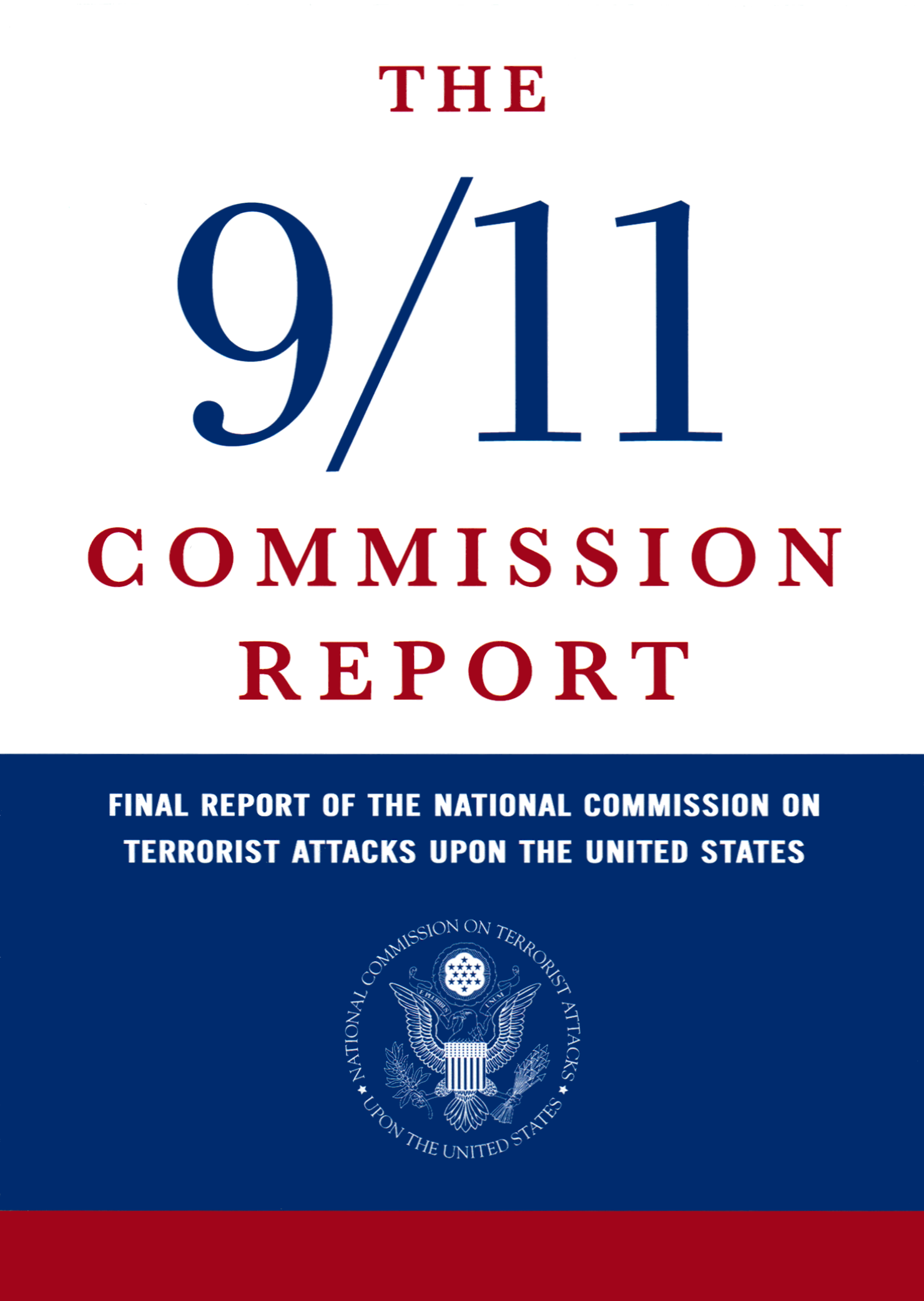
Cover des Abschlussberichts der 9/11-Kommission

Die offiziellen Untersuchungen zum 11. September beleuchteten auch die Rolle Saudi-Arabiens, kamen jedoch zu keinem eindeutigen Ergebnis. Bereits kurz nach den Anschlägen startete der US-Kongress eine Untersuchung der Geheimdienste (Joint Inquiry), die Ende 2002 einen umfangreichen Bericht vorlegte. Darin befand sich ein 28-seitiges Kapitel über mögliche saudische Verbindungen, das jedoch auf Anweisung der Bush-Regierung als geheim eingestuft wurde. Präsident George W. Bush begründete die Geheimhaltung der „28 Seiten“ mit dem Schutz von Quellen und Methoden. Bekannt war lediglich, dass dieser Abschnitt Hinweise auf saudische Kontakte zu den Attentätern enthielt – unter anderem zu saudischen Bezugspersonen in Kalifornien. Einer der Hauptverantwortlichen der Kongress-Untersuchung, Bob Graham, äußerte 2015 öffentlich, die 28 Seiten enthielten Belege für eine bedeutende Verwicklung Saudi-Arabiens in die Anschläge. Dies führte schließlich dazu, dass das lange zurückgehaltene Kapitel im Juli 2016 deklassifiziert und veröffentlicht wurde. Die 28 Seiten listeten zahlreiche zuvor unbekannte Verbindungen saudischer Regierungsangehöriger, Diplomaten und mutmaßlicher Agenten zu den 9/11-Tätern auf. Allerdings betonten US-Geheimdienstvertreter gleichzeitig, es handle sich um „vorläufige und fragmentarische“ Hinweise, die zwar untersucht, aber nicht endgültig verifiziert worden seien.
Die umfassendste offizielle Untersuchung stellte die 9/11-Kommission (National Commission on Terrorist Attacks Upon the US) dar, die von Ende 2002 bis Juli 2004 arbeitete. In ihrem Schlussbericht vom 22. Juli 2004 widmete sie sich auch den saudischen Fragen. Die Kommission kam zu dem vielzitierten Ergebnis, es gebe „keine Beweise, dass die saudische Regierung als Institution oder einzelne hochrangige saudische Offizielle“ die Anschläge finanziert oder unterstützt hätten. Diese Aussage schließt jedoch nicht aus, dass einzelne saudische Funktionäre niedrigerer Ebene oder private Personen involviert waren. Tatsächlich räumte der Bericht an anderer Stelle ein, dass Saudi-Arabien und andere Golfstaaten eine Hauptquelle für Al-Qaida-Spendengelder darstellten. Außerdem identifizierte die Kommission zahlreiche Saudi-Kontakte der Attentäter (z. B. Bayoumi, Thumairy, Bassnan) und empfahl weitere Ermittlungen in diese Richtungen. Gleichwohl bewerteten die Kommissionsmitglieder die vorliegenden Indizien damals als nicht ausreichend für eine Anklage gegen Saudi-Arabien. Der Bericht entlastete u. a. Prinzessin Haifa von dem Verdacht, wissentlich Terroristen finanziert zu haben. Saudi-Arabien begrüßte diese Schlussfolgerungen und verwies fortan darauf, die höchste unabhängige Untersuchung habe das Königreich von direkter Schuld freigesprochen.
In den Jahren nach 2004 wurden immer wieder Weiterermittlungen angestellt, teils durch Regierungsbehörden, teils durch Druck der Opferfamilien. 2005 fertigten CIA und FBI einen geheimen Gemeinschaftsbericht an, der ebenfalls zum Schluss kam, es gebe „keine Hinweise“, dass die saudische Führung wissentlich den 9/11-Plot unterstützte. Gleichzeitig wurden darin aber Lücken eingeräumt – etwa, dass man keine eindeutigen Informationen habe, ob Omar al-Bayoumi ein saudischer Agent war oder nicht. Innerhalb des FBI ermittelte ab ca. 2007 ein spezielles Nachermittlungs-Team namens „Operation Encore“, das bis 2016 verdeckt weitere Hinweise auf saudische Beteiligte sammelte. Unter anderem sammelte Operation Encore die später veröffentlichten Erkenntnisse über al-Bayoumi und al-Thumairy. Die Arbeit dieser Einheit wurde 2016 von Vorgesetzten beendet – just zu dem Zeitpunkt, als die letzten Seiten der Kongressuntersuchung publik wurden. 2015 veröffentlichte das FBI jedoch im Rahmen einer neu eingesetzten „9/11 Review Commission“ (die den ursprünglichen Bericht überprüfen sollte) die Aussage, es habe keine neuen Beweise für eine saudische Mitwisserschaft gefunden. Diese Bewertung stieß bei den Opferfamilien auf Skepsis.
Auf juristischer Ebene versuchten Hinterbliebene der 9/11-Opfer schon früh, Saudi-Arabien zivilrechtlich haftbar zu machen. Bereits 2003 wurden erste Sammelklagen in den USA eingereicht, scheiterten jedoch jahrelang an der Staatenimmunität: Nach dem Foreign Sovereign Immunities Act genoss Saudi-Arabien als ausländischer Staat grundsätzlichen Schutz vor US-Klagen. Dies änderte sich 2016, als der US-Kongress den Justice Against Sponsors of Terrorism Act (JASTA) verabschiedete. JASTA schafft Ausnahmen von der Immunität bei Terroranschlägen auf US-Boden und wurde im September 2016 gegen das Veto von Präsident Barack Obama in Kraft gesetzt. Obama hatte vor den diplomatischen Folgen gewarnt, doch der Kongress stellte die Interessen der Opferfamilien über die Allianz mit Riad. Unmittelbar danach reichten tausende Angehörige und Geschädigte der Anschläge Klage gegen das Königreich Saudi-Arabien ein. In diesem Verfahren vor einem Bundesgericht in New York gelang den Klägern 2018 ein Etappensieg: Ein Richter befand, die vorgelegten Indizien böten eine „reasonable basis“ (plausible Grundlage), um Saudi-Arabien gemäß JASTA auf Schadensersatz zu verklagen.
In den folgenden Jahren entfaltete sich ein zähes Ringen um Dokumente und Zeugenaussagen. Saudi-Arabien beantragte mehrfach die Abweisung der Klage mangels Beweisen und bestritt jegliche Kenntnis von Aktivitäten der Attentäter. Die Klägerseite forderte hingegen Einsicht in FBI-Akten und die Vernehmung saudischer Offizieller. Saudi-Arabien beantragte mehrfach die Abweisung der Klage mangels Beweisen und bestritt jegliche Kenntnis von Aktivitäten der Attentäter. Der erste Teil an Dokumenten (darunter ein 16-seitiger FBI-Bericht von 2016) enthielt zwar weiterhin viele Schwärzungen, kam aber zu dem Schluss, es gebe keine Hinweise auf eine Beteiligung der saudischen Regierung als solche an den Anschlägen. Allerdings bestätigte das Dokument, dass Omar al-Bayoumi in Los Angeles „signifikante logistische Unterstützung“ für Hazmi und Mihdhar geleistet und ihnen finanziell geholfen habe.
Im März 2022 folgte die Freigabe eines umfangreichen FBI-Abschlussberichts (510 Seiten) aus dem Jahr 2017, der die Ergebnisse von Operation Encore zusammenfasste. Dieser Bericht enthielt einige brisante Bewertungen: So kommt er zu dem Schluss, es bestünde „zu 50/50 die Chance“, dass al-Bayoumi vorab Kenntnis von den Anschlagsplänen hatte. So heißt es, al-Bayoumi habe von den beiden „Studenten“ (Hazmi und Mihdhar) möglicherweise erfahren, was geplant war. Ferner wird darin die Agententätigkeit Bayoumis für den saudischen Geheimdienst bestätigt. Als Reaktion auf diese späten Erkenntnisse zeigte sich sogar der 9/11-Kommissionsvorsitzende Thomas Kean überrascht: „Wenn das stimmt, wäre ich sehr beunruhigt“, sagte Kean 2022 und kritisierte, das FBI habe der Kommission damals versichert, es würden keine relevanten Informationen zurückgehalten – „und wir haben ihnen geglaubt“.

## Kritik an der Aufarbeitung
Die Untersuchung der möglichen saudischen Verstrickungen in 9/11 ist von Beginn an von Kritik und politischer Sensibilität begleitet. Angehörige der Opfer und einige US-Politiker monieren, die US-Regierung habe aus Rücksicht auf die strategische Allianz mit Saudi-Arabien wichtigen Spuren nicht energisch genug verfolgt. So blieben die brisanten „28 Seiten“ über 13 Jahre lang geheim, trotz vehementer Forderungen von Hinterbliebenen und Abgeordneten. Während der Untersuchungen soll das FBI zudem nicht alle Informationen zur Verfügung gestellt haben. So wurden die Verbindungen von Saudis in Florida nicht im Bericht der 9/11-Kommission erwähnt. In der Tat zeigen die erst 2021/22 freigegebenen FBI-Berichte, dass den Kommissionsmitgliedern wie Thomas Kean offenbar nicht alle Ermittlungsergebnisse zu Saudi-Arabien bekannt waren.
Kritiker bemängeln außerdem, dass wirtschaftliche und geopolitische Interessen einer harten Aufklärung im Wege standen. Saudi-Arabien ist ein Schlüsselland für die USA (Öllieferant, regionaler Partner), weshalb sowohl die Bush- als auch die Obama-Administration unangenehme Enthüllungen zu vermeiden suchten. President Obama begründete z. B. sein Veto gegen das JASTA-Gesetz 2016 damit, dass amerikanische Soldaten und Diplomaten im Ausland durch ähnliche Klagen gefährdet würden. Viele sahen darin aber den Versuch, Riad vor Imageverlust und finanziellen Forderungen zu schützen. Tatsächlich drohte Saudi-Arabien im Vorfeld von JASTA mit dem Abzug von Investitionen in Höhe von 750 Milliarden US-Dollar aus den USA. Die Nähe zwischen der Bush-Regierung und dem saudischen Königshaus (exemplarisch verkörpert durch die Freundschaft der Familie Bush mit Prinz Bandar) ließ ebenfalls Raum für Spekulationen, ob die Untersuchungen bewusst eingeschränkt wurden.